# صلاح الدين حافظ
صلاح الدين محمد حافظ حسين محمد الشلبي (1938 - 16 نوفمبر 2008)، كاتب مصري شغل منصب الأمين العام لاتحاد الصحفيين العرب.

## الميلاد
ولد صلاح الدين حافظ في قرية العقلية مركز العدوة محافظة المنيا بمصر عام 1938م لعائلة صعيدية ريفية محافظة، ذات جذور تركية، تؤمن بالعلم ورسالته في تهذيب النفس ورقي الإنسان وتطوير المجتمع.

## الدراسة
تلقى تعليمه الأولي (الابتدائي والثانوي) في مقر نشأته، وفي عام 1956م التحق بقسم الصحافة كلية الآداب جامعة القاهرة وتخرج عام 1960م.

## من البداية عرف ماذا يريد؟
لأن نفسه لم تعتد حسابات المصالح رفض منذ الوهلة الأولى الاستجابة لرغبة عائلته الصعيدية في أن يلتحق بكلية الشرطة كنوع من السند الحكومي للعائلة، ورفض أيضا الالتحاق بالحقوق كي يصير وكيلا للنيابة كما أراد والده كبديل عن كلية الشرطة لأنه كان يعلم منذ البداية ما الذي كان يريده والتحق بكلية الآداب قسم الصحافة وبخبرة صحفي كبير في حجم مصطفى أمين استطاع أن يستشعر موهبة هذا الشاب الذي كان يدرس له في السنة الأولى من الكلية ولم يخيب التلميذ أمل أستاذه فيه، ففي أول وجود له داخل مؤسسة الأخبار وفي قسم الأخبار استطاع الانفراد بخبر سرقة في المتحف كان قد تم التعتيم عليه، يومها منحه علي أمين أول مكافأة في حياته وقدرها خمسة جنيهات وكان المبلغ كبيراً آنذاك.

## حياته المهنية
- بدأ صلاح الدين حافظ حياته العملية بكتابة القصة القصيرة، لكن سرعان ما ترك المجال الأدبي ليتدرج في بلاط صاحبة الجلالة، منذ بواكير عمره، فـ عمل بمؤسسات “الأخبار”، و”التعاون”، و”الشعب”، ثم التحق بـ “الأهرام” عام 1965، ليبني معها مجده الصحفي، فأصبح سكرتير تحرير عام 1968، فمساعد رئيس تحرير، ثم نائب رئيس تحرير، حتى وصل إلى «مدير تحرير الأهرام»
- عمل مشرفا عن “الأهرام الدولي” من عام 1985 وحتى 2001، كما شغل موقع رئاسة التحرير بمجلة «دراسات إعلامية».
- عمل مدير تحرير لجريدة الراية القطرية 1981- 1984 ومحاضراً كأستاذ بجامعة قطر 1984- 1985، وبكلية الإعلام جامعة القاهرة خ 1987، كما ساهم في تسعينيات القرن الماضي بتأسيس المنظمة العربية لحقوق الإنسان.
- شغل في الآونة الأخيرة منصب رئيس تحرير «الأهرام الدولية» (الطبعة العربية للصحيفة)، وظلّ يكتب فيها حتى آخر أيام حياته.

## دوره النقابي
- شغل موقع الأمين العام لنقابة الصحافيين المصريين في الفترة (1968-1971) ثم (1973-1977)، الأولى منها لم يكن قد أتم فيها عامه الثلاثين، فكان بذلك أصغر أمين عام لنقابة الصحفيين في تاريخها.
- شغل موقع الأمين العام لاتحاد الصحفيين العرب في العام 1976 لمدة عام واحد ثم تولّى نفس الموقع بعد عودة الاتحاد من بغداد إلى القاهرة في العام 1996 وحتى وفاته.

## المنهج الصحفي
تميزت كتابات صلاح الدين حافظ بالوطنية والاستقلالية حيث ظل حتى وفاته مدافعاً عن المهمشين وعن الحريات العامة والعدالة الاجتماعية وكانت مقالته كل أربعاء بالأهرام والتي تنشر بالتزامن في خمس صحف عربية مليئة بالرؤى البعيدة والتحليلات العميقة وقد منعت الأهرام بعض مقالاته لنبرته العالية في نقد السلطة السياسية المصرية وكان آخر ما كتب مقاله «نحن وأوباما.. هل سيُغير أم سنتغير؟» .

## مدافع عنيد عن الحرية وقضايا الأمة.
كان صلاح الدين حافظ كيانا حرا عاشقا للحرية دافع عن حرية الإنسان وحقه في المعرفة، دافع عن حق الصحف في نشر تلك المعرفة ودافع عن حرية المجتمع في حصوله على العدالة ودافع عن استقلالية شعوبنا العربية في مجابهة الإمبراطورية الأمريكية ومحاولاتها التدخل في الشأن الداخلي في أقطارنا العربية برسم السياسات الاقتصادية والتدخل في السياسات الإعلامية والثقافية ومناهج التعليم وصياغة القوانين والتشريعات من خلال تجنيد عدد من منظمات المجتمع المدني منها جمعيات أهلية ومراكز دراسات تتخفي وراء العمل الأهلي والتطوعي وتهتم بقضايا المرأة والشباب وحقوق الإنسان. ففي عام 2007 فاز صلاح الدين حافظ بالجائزة التقديرية للصحافة، التي تمنحها النقابة المصرية لرموز الصحافة سنويا وهي أرفع الجوائز الصحفية شأنا. وقالت مبررات منحها إن صلاح الدين حافظ مدافع عنيد عن حرية الصحافة والرأي والتعبير كرس جهده وقلمه على مدى سنوات للعمل النقابي وللدفاع عن الحريات والتطور الديموقراطي والعدالة الاجتماعية في مصر والوطن العربي.

## حياته اتسمت بالحب والتقدير داخل بلاط صاحبة الجلالة
عاش صلاح الدين حافظ حياته كما أراد ربما خذلته أحلامه في بعض الناس وبعض المواقف وبعض الأحداث، ولكنه لم يتغير في شيء، بقي ذلك الشاب الصعيدي الذي حمل تقاليد القرية وعاش بها صدقا وإخلاصا ورجولة.. فجمع بين أصالة أهل الصعيد وكبرياء المثقف المعتز بنفسه.. الخلق وكرم الطباع.. وبرغم الظروف الصعبة التي عاشها كاتبا وإنسانا لم يتغير في شيء.. خذلته أحلامه أحيانا وتخلت عنه.. وواجه في مشواره الصحفي واقعا مهنيا وإنسانيا أتسم بالشراسة.. ولم يأخذ المكان والمكانة التي تليق به في بلاط صاحبة الجلالة أما تجاهلا أو حقدا أو تصفية حسابات.. ولكنه عوض ذلك كله في هذا الحب الجارف الذي عاشه مع زملاء مهنته من الصحفيين الشباب قبل الشيوخ ومع القراء الذين حملوه في عيونهم محبة وتقديرا واحتراما.
فمن بين قلة قليلة في الوسط الصحفي استطاع صلاح أن يحظي بتقدير زملاء المهنة منذ بدأ مشواره في بلاط صاحبة الجلالة.. كان سكرتيرا عاما لنقابة الصحفيين قبل أن يكمل الثلاثين من عمره لفترتين متتاليين وبأعلي الأصوات ومنذ هذا التاريخ احتفظ صلاح بتقدير الصحفيين من كل الاتجاهات برغم وضوحه الشديد في مواقفه وفكره.. ولم تشهد نقابة الصحفيين انتخابات لم يطرح فيها اسم صلاح الدين حافظ سواء كان نقيبا أو عضوا في مجلس النقابة وكان دائما يمثل صفحة مضيئة في تاريخ صاحبة الجلالة..
من هنا كان صلاح الدين حافظ يتمتع بتقدير خاص في أوساط المثقفين العرب أمام مواقفه التي لم تتغير وقناعاته التي ظل متمسكا بها حتي آخر أيام حياته.. وربما دفع صلاح ثمن ذلك كله عندما دخل في معارك وصراعات إقليمية قصيرة النظر سواء خرجت من هنا أو من هناك..

## أبرز القضايا التي اهتم بها
- على المستوي الدولي، اهتم صلاح بقضايا الامة العربية، فاختلف مع السلطة الحاكمة حول قضايا كثيرة لعل أهمها اتفاقية السلام مع إسرائيل وتهميش الدور العربي لمصر والنفوذ الأمريكي في المنطقة واغتيال العراق وتشتيت الأمة العربية أمام مطامع دولية وإقليمية وكانت قضية فلسطين من أهم القضايا التي منحها عمره وحياته؟
- على المستوى المحلي، اهتم دائما بقضيتين أساسيتين.: الديمقراطية وحرية الصحافة وكرامة الصحفيين. مع قضية الحرية صال وجال سواء في مقالاته أو كتبه التي دافع فيها عن حرية الصحافة، وكان دائما يأخذ موقف المدافع عنها في أشد الظروف قسوة وكنت تراه في مقدمة الصفوف دفاعا عن كرامة الصحفي وحقه في التعبير عن رأيه ومواقفه.

```
وقال «لن يحدث إصلاح سياسي جوهري في مصر، دون ضمان حرية الصحافة، خصوصًا حقوق المشاركة والتصويت والترشح في انتخابات نظيفة، وحرية تداول السلطة، وحرية تدفق المعلومات وانسيابها، وتلاحق الآراء المختلفة، وقبول الرأي المخالف واحترامه، باعتباره قوة تغيير وتطوير وتنوير نحو الأفضل، لتشكيل ثقافة عامة تؤمن بالديمقراطية».
```

- في عام 2006م كان في طليعة من رفعوا الصوت احتجاجاً على» بطء الإصلاح الديموقراطي«في مصر، حين وقف القضاة والصحافيون جنباً إلى جنب للمطالبة بإصدار قوانين تكفل استقلاليتهما.
- شارك أيضاً في الحملة الدولية للدفاع عن تيسير علواني وحملة الدفاع عن الصحفيين العراقيين وحملات الدفاع عن الشعب الفلسطيني وحملات الدفاع عن حرية التعبير والحملة العالمية لإغلاق معتقل غوانتانامو ومحاكمة مجرمي الحرب الإسرائيليين فكان يشارك بما يستطيع عليه رحمة الله.

## موقفة من الترشح لنقابة الصحفيين
طالبه بعض الصحفيين بالترشح لمنصب نقيب الصحفيين، ألا أن صلاح حافظ كان له رأي وموقفا آخر، فقال "لا بدّ أن تكون للشباب فأنا من جيل أدى مهمة، ويجب أن تنتقل القيادة إلى جيل آخر، الأصغر والأقدر على حل مشكلات الصحفيين، وأنا أثق في الشباب”. بالحديث عن مساندته لشباب الصحفيين، يقول "عبد المحسن سلامة"، رئيس قسم التحقيقات بالأهرام: “كان ينفق من جيبه الخاص على شباب الصحفيين عندما كانت الأهرام تتوقف عن صرف مكافآتهم.. كان يشجعنا على السفر وحضور المؤتمرات والتدريبات الصحفية.. وكان يجلس معنا في حجرة الإنترنت ليتعلم معنا مباديء الصحافة الإليكترونية، وقد دخل في عامه السبعين.. وكان يردد أن المستقبل للصحافة الإلكترونية وليس للمطبوعة التي أصبحت مهنة في طريقها للانقراض”.

## تسلط السلطة الحاكمة ضده واضطهاد مقالاته وآرائه.
- تعرض للفصل من “الأهرام” في عهد السادات مرتين، الأولى عام 1971، والثانية عام 1981م لاختلافه حول اتفاقية السلام مع إسرائيل وتهميش الدور العربي لمصر.
- كذلك تعرضت مقالاته للمنع والحجب لنبرتة العالية في نقد السلطة السياسية المصرية، خصوصاً في قضايا رئيسية مثل الديمقراطية وحرية الإعلام والعمل الاجتماعي والقضايا القومية العربية، وفي مقدمتها القضية الفلسطينية والصراع العربي الإسرائيلي.
- كان صلاح الدين حافظ الأولى والأجدر من أبناء جيله استحقاقا لمنصب رئيس التحرير لما قدمه من دراسات وبحوث علمية ومقالات صحافية ومؤلفات قيمة ساهمت في إثراء العمل الصحفي وتطوير الوعي السياسي وحرية الإعلام والعمل الاجتماعي، فعدم وصوله لمنصب رئيس تحرير ليس تقصيرًا منه، فالوصول إلى منصب رئاسة التحرير مختار بقرار سياسي، وذكر بأنه “ابن تجربته، وأن تجربتة لم تسمح له بالوصول لهذا المنصب، فالصحافة في مصر ملكيتها للدولة، وأصبح قرار اختيار رؤساء التحرير قرار سياسي من الدرجة الأولى، وتجربتي وكتاباتي متوصلنيش أكون رئيس تحرير مختار بقرار سياسي”، ولكن وصل صلاح الدين بجهده وكفاءته إلى آخر مرحلة مهنية.

## وجهة نظرة عن أمريكا في دعم ديمقراطيات العالم العربي
- أكد من خلال مؤلفه الاخير كتاب تحريم السياسة وتجريم الصحافة بأن الولايات المتحدة تمارس الانتهازية السياسية بأوسع الزوايا، فما يهُمُّهَا هو مصالحُها الحيوية، ولا تُريد لنا إصلاحًا ولا ديمقراطيةً، ولا تحولًا ولا تغييرًا، بل تستغل كلَّ الظروف، وتستخدم كل الأدوات، لتحقيق أهدافها، وحماية مصالحها الحيوية، حيث يقول: لقد خانت السياسة الأمريكية الحمقاء والبراجماتية ديمقراطيتَنا، وأجهضت حلمَنا الوطنيَّ، وبعثرت جهود القُوى الوطنية، الساعية إلى إصلاح ديمقراطي داخلي بأيدينا نحن، الأمر الذي مكَّن الدوائر الحاكمة من الانقضاض بشراسةٍ مفرطةٍ على الحِرَاك السياسي، والتحرك النقابي والمهني والعُمَّالي.
- كما انتقد حافظ المتأمركين من العرب ورأي في سياساتهم ما يمس السيادة الوطنية وينتقص منها ففي يقينه أن أمريكا لا تفكر فينا ولا في حماية مصالحنا بل تهتم فقط بمصالحها الاستراتيجية.

## توقع قيام ثورة بمصر
تنبأ صلاح حافظ قبل وفاته بأن مصر في الفترة القادمة ستشهد ثورة مزلزلة، فكان يرى أن “الأفكار التي زرعتها البيروقراطية المصرية بأن شعب مصر مهادن ومناور وهادئ ومستكين، ولن تقوم له قائمة، فهي أفكار غير صحيحة، لأن مثل هذه الحركات وصلت إلى القرى البعيدة، وأنا إبن قريتي ومرتبط بالريف المصري وعلى دراية كاملة به. وبالذهنية القروية، وأعرف ما يحدث في الريف، وأؤكد أن هناك خطراً حقيقيًا قادمًا إلى مصر إن لم تعتدل فيها الأمور"، فحدث ما توقعه وقامت ثورة 25 يناير.

## رأيه في جماعة الاخوان المسلمين
جماعة منظمة ومترابطة كالبنيان، وأنا أعتبر جماعة الإخوان المسلمين أقوى كيان تنظيمي في الدول العربية، لأنه يتمتع بثلاث ميزات أساسية هي «العقيدة والمال والقدرة على التنظيم» ولا يوجد تنظيم حزبي ظهر في تاريخ الأمة بعد الشيعة مثل الإخوان، لكن ما يُعاب عليهم في رأيي، عندما يلعبون سياسة يستغل الدين في حصد الأصوات الانتخابية لأجل الوصول إلى السلطة، فهي جماعة دعوية بالأساس، لو اكتفت بالدعوة وابتعدت عن المسرح السياسي، وخلط الأوراق، وانخرط أفرادها داخل العملية السياسية بدون انتماءات، لكان لها شأن آخر.

## أحاديثة التلفزيونية
ألمح صلاح حافظ في بعض لقاءته بأنه لا يفضل الظهور كثيرا على قنوات التلفاز نظراً لتحكم الأجهزة السيادية في توجية الإعلاميين وسناريوا الحوار وتضييق الخناق، وعدم إعطاء مساحة كافية لإبداء الرأي، إلا أنه رغم ذلك سجّل حضورا لا بأس به في الإعلام المرئي كشف فيها عن همومه الصحفية وقضايا الأمة العربية، فحضر عدة لقاءات تلفزيونية سواء محلية أو خارجية نذكر منها:
- لقاء تلفزيوني في برنامج بلا حدود مع الإعلامي أحمد منصور بقناة الجزيرة القطرية بتاريخ 6-9-2000م للحديث عن أزمة الصحافة العربية والصحفيين العرب.
- لقاء تلفزيوني في برنامج الطبعة الأولى مع الإعلامي أحمد المسلماني بقناة دريم الفضائية المصرية والحديث في مواضيع مختلفة تهم العمل الصحفي.

## مؤلفاته
أصدر صلاح الدين حافظ 15 كتابا، منها ثلاثة كتب تدافع عن حرية الصحافة والرأي، هي أحزان حرية الصحافة، وتزييف الوعي، وتحريم السياسة وتجريم الصحافة، ومنها كتب عن ضرورات الديموقراطية مثل، صدمة الديموقراطية، والديموقراطية والثورة مأزق العالم الثالث. وتميز منهجه الصحفي بالوطنية والاستقلالية حيث ظل حتى وفاته مدافعاً عن المهمشين وعن الحريات العامة والعدالة الاجتماعية، وكان كتاب "تحريم السياسة وتجريم الصحافة" آخر كتاب أصدره انتقد فيه ظاهرة غياب الحريات في مصر" والإصدارات الأخرى هي:
1. عرب بلا غضب،
2. تهافت السلام،
3. تزييف الوعي،
4. أحزان حرية الصحافة،
5. كراهية تحت الجلد: إسرائيل عقدة العلاقات العربية الأمريكية،
6. صدمة الديموقراطية،
7. الديموقراطية والثورة مأزق العالم الثالث
8. صراع القوى العظمى حول القرن الأفريقي، سلسلة عالم المعرفة، الكويت، يناير 1982.[5]

## الجوائز التي حصل عليها
- الميدالية الذهبية للمنظمة العالمية للصحافيين.
- وسام العلوم والفنون من الطبقة الأولى.
- جائزة مصطفى وعلي أمين.
- شهادة الاستحقاق من جامعة القاهرة.
- وسام الصحافة العربية (2002).
- جائزة تريم عمران الصحفية (2004).
- شخصيه العام الإعلامية لعام 2005م، سلمه الجائزة سمو الشيخ محمد بن راشد الـ مكتوم.
- آخرها في عام 2007م فاز بالجائزة التقديرية للصحافة التي تمنحها النقابة المصرية لرموز الصحافة سنوياً، وتعتبر أرفع الجوائز الصحافية شأناً. وعبّر حافظ عن سعادته بتلك الجائزة في حفل تسليم الجوائز بالنقابة وقال: «بأنها الأقرب إلى قلبه لأنها من البيت الهانئ، والحضن الدافئ، والملجأ لكل صحفي».

## أبرز أقواله
- إذا أردنا البقاء في التاريخ لا بد أن نعيد للعقل قيمته وللتفكير والاجتهاد احترامهما وللحرية والحق شرفهما لا في استمرار التدهور حتى الانحدار المطلق في مهاوي التخلف والانغلاق وتغيب العقل ونزيف الوعي"
- لا أظن أن الدائرة الجهنمية ستظل دائرة إلى الأبد وعليك أن تختار وتحدد موقفك إما عبدا في الدائرة الجهنمية وإما سيداً في وطن الحرية.
- الصحافة في جوهرها تشتغل بالسياسة، والسياسة من ناحيتها تمارس الصحافة، والمعنى هنا أن الصحفيين سياسيون بالضرورة، والسياسيون صحفيون بحكم العمل.

## قالوا عنه
- الكاتب الصحفي الراحل سلامة أحمد سلامة: “وظل حتى اللحظات الأخيرة من معاناته يؤثر الاحتفاظ بآلامه وأوجاعه لنفسه.. غلق الأبواب.. وأطفأ الشمعة.. وأسلم الروح لبارئها، بعد حياة حافلة لإعطاء والإيمان بحرية الكلمة، محفوفًا بحب الذين عرفوه بشخصه، أو على الورق”.
- والكاتب الكبير محمد حسنين هيكل، «واحد من قلائل، ظلت رؤوسهم مستقرة وثابتة فوق أكتافه في زمن التوت فيه الأعناق، وفي مكان داهمته فوضى عارمة، باعدت بين ما هو طبيعي وبين ما هو واقعي»..
- وكتب الشاعر فاروق جويدة: “كان من الصعب أن يكون صلاح الدين حافظ بشخصيته وتكوينه وفكره إنسانًا عابرًا في حياة من عرفوه واقتربوا منه.. كان إنسانًا واضحًا في فكره ومواقفه وقناعاته، صادقًا مع نفسه ومع الآخرين، لم يتلون، ولم ينافق، ولم يعرف الصفقات بكل أشكالها، وربما خسر أشياءً كثيرة لذلك كله، ولكن الشيء المؤكد أنه كسب نفسه.. مع رحيل صلاح الدين حافظ تنطفىء شمعة من شموع عمرنا الجميل، ويخبو ضوء شارد كان يصافحنا كل أسبوع على صفحات الأهرام العريق.. وقبل هذا كله، فإن رحيل صلاح الصديق والأخ ورفيق العمر خسارة لا يعوضها أي شيء
- وقال الأستاذ إبراهيم نافع رئيس اتحاد الصحفيين العرب آنذاك «لقد عاش صلاح الدين حافظ جنديا مدافعا عن شرف المهنة وعن حرية الصحافة، وعن حرية التعبير وعن الديموقراطية وعن حرية الوطن العربي كله، وعن كرامة المواطن العربي حيثما كان.. لقد كان مثالا رائعا وقدوة حسنة لكل العاملين في مهنة الصحافة مهنة الحرية والشرف والضمير.
- وصفه بكلمات مقتضبة الكاتب الصحفي أنور الهواري، فقال عنه: “صلاح الدين حافظ هو محرر بدرجة كاتب، وكاتب في مستوى مفكر، ومفكر في مهمة مقاتل، ومقاتل بدرجة شهيد، وشهيد بدرجة قديس”.
- الدكتور عبد الله عمران مؤسس جريدة الخليج الإمارتية واصفا حافظ "كأنه جبل لا يتحمل رياح التراجعات من حوله فينكسر، أو أنه جمل المحامل ينوء بهموم الدهر العربي الأخير، فيموت في قمة كبريائه، غير خاضع ولا راكع. صلاح الدين حافظ.. ولأن الكلمة موقف وشجاعة وأخوة وصداقة، فإن مرارة فقد رجل مثله تصبح مضاعفة، خصوصاً حين يغيب في هذه المرحلة المكتظة بالأحداث الجسام والتحولات الكبيرة.
- وقال الكاتب الصحفي ونقيب الصحفيين السابق، يحيي قلاش: كان يكفي أن تراه في أي مكان حتى تشعر بالاطمئنان، أو أن تقرأ له رأيا حتى تشعر بالاحترام، أو أن تستمع إليه في أي مناقشة فلا يخالجك أدنى شك في مصداقيته، أو أن تختلف معه فلا تجد أي مرارة في النفس أو طعنة في الظهر، نعم هو صلاح الدين حافظ وكفى.
- كتب عنه الكاتب الصحفي محمد ثروت في جريدة «اليوم السابع» أروع كلمات يمكن أن يسطرها تلميذ عن أستاذه عقب وفاته فقال: لم أصدق أن صلاح الدين حافظ قد رحل وهو الذي علمنا التحدي حتى في الموت ـ إن تحرص على الموت توهب لك الحياة ـ هكذا كانت كلمته التي كان يوصينا بها في بداية التحاقنا ببلاط صاحبة الجلالة عندما اختصنا صلاح حافظ أنا ومجموعة من زملائي سنة 1999 للعمل في الطبعة الدولية للأهرام التي كان رحمه الله مشر فاً عليها، لم نشعر إطلاقا بالرهبة نحن شباب الصحفيين أمام قامة بحجم صلاح الدين حافظ وقد رأيناه تواضعا يمشي على قدمين ومرآة لنفس وروح طيبتين ولعينين تشعان دفئا رغم قسوة المرض وعذابات.
- الكاتب الصحفي علاء الدين حافظ أحد تلاميذه في بلاط صاحبة الجلالة، لم يكن بالنسبة لي مجرد أستاذ، وملهم، وقائد، ومعلم، وقدوة، ومثل، بل بجانب كل هذا كان وسيظل البوصلة التي اهتدى إليها إلى الصواب حينما تتوه بي السبل في بلاط صاحبة الجلالة، ونصائحه لى تمثل نبراسا اهتدى به حتى لا تجنح سفينتي إلى عباب البحر.
- قال أحد الصحفيين في مقدمه مقاله عن صلاح الدين حافظ: «لكل منا حظ من اسمه وهو كان صاحب النصيب الأكبر من اسمه. فقد تجسَّد فيه صلاح الدين والقلب والضمير والقلم والفكر والهدف والغاية.. وكان حافظا لمبادئه وقضاياه المصرية والعربية حافظا قلمه نظيفاً ثابتا لا تحركه أهواء أو تحني هامته ضغوط حتي عندما كانت تتعرض بعض مقالاته للحجب لما يحمله من أفكار جريئة حرة.. حتي عندما تعرض للفصل أيام السادات ظل ثابتاً لا يحيد عن مواقفه ولا يتملق لأنه كان مدركا أن الكاتب الحر لا تخلده المناصب أو الكراسي بل يخلده قلمه الشريف كانت قضايا الوطن في خلده ومحور كتاباته»
- في بيان لاتحاد الصحافيين العرب عن الفقيد عقب وفاته قال «إن الاتحاد فقد بوفاة صلاح الدين حافظ رمزا نزيها من رموز الصحافة المصرية والعربية، عاش جنديا مدافعا عن شرف المهنة وعن حرية الصحافة والتعبير والديمقراطية وحرية الوطن العربي وكرامة المواطن»

## الوفاة
توفي صلاح الدين حافظ مساء الأحد 16 نوفمبر 2008 عن عمر ناهز السبعين وشيعت جنازته من مسجد الحصري بمحافظة 6 أكتوبر ظهر الإثنين 17 نوفمبر، فقد عانى في أيامه الأخيرة من مرض السرطان فضلاً عن تأثره باليوم الذي حمل فيه نعش نجله الشاب «إيهاب» مراسل الأهرام في مكتبها في نيويورك، خلال شهر أغسطس من نفس العام، إثر نزيف مفاجئ في المخ، في هذا اليوم فقط استسلم، على غير عادته- للمرض الذي لازمه عدة سنوات قبل الرحيل - معلنا عدم الرغبة في استكمال مسيرة وهب فيها حياته متبنيا قضايا جماعته الصحفية، ووطنه الأصغر، وأمته العربية. لتنعيه كبرى الجرائد المحلية والعربية والدولية والمواقع العالمية كالـ BBC.